# Ľubomír Chmelo
Ľubomír Chmelo (* 13. Januar 1986 in der Tschechoslowakei) ist ein slowakischer Eishockeyspieler, der seit 2011 bei den Miskolci Jegesmedvék JSE in der MOL Liga unter Vertrag steht.

## Karriere
Ľubomír Chmelo begann seine Karriere als Eishockeyspieler in der Jugend des HC Košice, für dessen Profimannschaft er in der Saison 2001/02 sein Debüt in der Extraliga gab, wobei dies sein einziger Einsatz im Seniorenbereich blieb, bis er in der Saison 2004/05 in 17 Spielen vier Vorlagen für den Zweitligisten HK Trebišov gab. In der folgenden Spielzeit lief der Verteidiger parallel für Košice in der Extraliga und den HKm Humenne in der zweitklassigen 1. Liga auf. Nachdem er auch die Saison 2006/07 bei Humenne begonnen hatte, beendete er diese bei TH Unia Oświęcim in der polnischen Ekstraliga. Für die Saison 2007/08 kehrte Chmelo zum HK Trebišov in die zweite slowakische Liga zurück, ehe er im Sommer 2008 von seinem Ex-Club HC Košice verpflichtet wurde, mit dem der Linksschütze in der Saison 2008/09 erstmals Slowakischer Meister wurde. In der folgenden Spielzeit gewann Chmelo erneut die slowakische Meisterschaft, bevor er zum Zweitligisten HC 46 Bardejov wechselte.
Zur Saison 2011/12 wurde Chmelo von Miskolci Jegesmedvék JSE aus der multinationalen MOL Liga verpflichtet. 

### International
Für die Slowakei nahm Chmelo an der U18-Junioren-Weltmeisterschaft 2004 teil, bei der er mit seiner Mannschaft den vierten Platz belegte.

## Erfolge und Auszeichnungen
- 2009 Slowakischer Meister mit dem HC Košice
- 2010 Slowakischer Meister mit dem HC Košice

## Extraliga-Statistik
(Stand: Ende der Saison 2010/11)